# Alssundbroen
Alssundbroen bygget fra 1978 til 1981 og indviet 19. oktober 1981 af Dronning Ingrid. Broen bærer en fire sporet motortrafikvej og er 662 meter lang bjælkebro over Als Sund, nord for  den gamle Kong Christian den X's Bro i Sønderborg.  
Den enkle bjælkebro har en gennemsejlingshøjde på 33 meter, en gennemsejlingsbredde på 150 meter og den maksimale vanddybde er 16 meter. Midterfaget med et frit spænd på 150 meter var ved opførelsen det største af sin art i Danmark. Sidefagene har varierende længder fra 50 til 85 meter. 
Trafikken på hovedvej 8 mellem Kruså og Fynshav på Als gik før Alssundbroen ind gennem Sønderborg by og over den gamle Kong Christian den X's Bro midt i byen med store trafikale problemer til følge. I 2012 blev broen tilsluttet Sønderborgmotorvejen mellem Sønderborg og Kliplev.
Broens rådgivningsfirma var COWI. For entrepenørbejdet stod Alssundkonsortiet ved C. G. Jensen og AB Skånska Cementgjuteriet.
- Længde: 662 meter
- Bredde: 17 meter
- Gennemsejlingshøjde: 33 meter
- Gennemsejlingsbredde: 150 meter
- Byggeperiode: 1978 – 1981
- Indvielsesdato: 19. oktober 1981
- Bilspor: 4
- Togspor: ingen
- Cykelstier: ingen
- Fortove: ingen